# Josef Rudolf Zavrtal
Josef Rudolf Zavrtal (příjmení psáno též Saverthal, Zaverthal, Zavrtal a Zavrthal, jména jako Joseph Rudolph) (5. listopadu 1819 Polepy – 3. května 1893 Litoměřice) byl český hudební skladatel, vojenský kapelník, trumpetista a pozounista. 
Byl otcem zpěvačky (sopranistky) Mathildy Weissmannové-Zavrtalové, které zajistil vystupování v Itálii, Londýně a Praze. Josef Rudolf byl dále bratrem Václava Huga Zavrtala, rovněž skladatele, vojenského kapelníka a klarinetisty, a strýcem skladatele Ladislava Zavrtala, který studoval jako dirigent v Itálii a později působil zejména ve Spojeném království.

## Životopis
Josef Rudolf Zavrtal studoval v letech 1831 až 1837 hru na trubku a pozoun na Pražské konzervatoři. V letech 1839 až 1845 byl kapelníkem vojenské hudby 6. dragounského pluku v Šarišském Potoce. Od roku 1845 do roku 1850 dirigoval vojenskou hudbu 53. pěšího pluku v Temešváru. V letech 1850 až 1864 byl kapelníkem hudby c. k. námořnictva v Terstu. Tam též založil dechový orchestr Triester Musikverein, se kterým vystupoval v divadlech, kasinech a na plesech.
V roce 1864 doprovázel arcivévodu Maxmilián I. Mexický do mexického Veracruzu. Od roku 1864 do popravy císaře v roce 1867 sloužil jako dvorní hudební ředitel a generální inspektor mexických vojenských hudeb.
Poté se odstěhoval do Anglie a stal se vojenským kapelníkem ("Bandmaster") v britském vojsku (1868 až 1890); mimo jiné dirigoval 4th Kings Own Regiment band a kapelu "Royal Engineers" v Chathamu. S britskou vojenskou hudbou se roku 1886 dostal též do Persie. Přitom jej šáh Násir ad-Dín Šáh vyznamenal za zásluhy na vybudování vojenské hudby evropského typu.
Zavrtal byl vyznamenán rakouskými, francouzskými a perskými řády a jmenován rytířem řádu P. Marie z Guadeloupe (Ritter des Marien-Ordens von Guadeloupe).

## Skladby

### Skladby pro dechový orchestr
- 1844 Cürassier-Marsch
- 1848 Kossuth-Marsch
- 1849 Elegie und Trauermarsch für General Hentzi
- 1857 Fregatte Novara
- 1858 Österreichischer Kronprinzen-Marsch
- 1890 I'm engaged, valčík
- Dahlerup-Marsch
- Defiliermarsch (53er Regimentsmarsch)
- Der Schnellsegler
- Kronprinzen-Marsch
- Marine-Urlauber
- Novara Bewillkommnungs-Marsch
- Österreichischer Kronprinzen-Marsch
- Royal de Marine
- Seekadetten-Marsch

### Singspiel
- 1847 Pastýřka (Die Alpenhirtin), premiéra roku 1847 v Temešváru